# Erythrodiplax branconensis
Erythrodiplax branconensis – gatunek ważki z rodziny ważkowatych (Libellulidae). Występuje na terenie Ameryki Południowej.